# Tomáš Kuchtík
Tomáš Kuchtík (29. prosince 1898, Blížkovice – 2. července 1951, Babice) byl český pedagog a předseda MNV, zastřelený v tzv. Případu Babice.

## Biografie
Tomáš Kuchtík se narodil v roce 1898 v Blížkovicích, vystudoval učitelský ústav ve Svatém Janu pod Skalou, během první světové války narukoval do armády a bojoval na italské a ruské frontě, po skončení války se vrátil do Československa a pedagogické vzdělání dokončil v Českých Budějovicích. V roce 1920 odešel do Šebkovic, kde začal působit jako učitel, následně v roce 1922 odešel do Hostimi, kde se stal i kronikářem obce. V roce 1931 (nebo 1932) odešel do Babic do nově zřízené školy. V roce 1945 vstoupil do sociálně demokratické strany a po jejím sloučení s komunistickou stranou nevystoupil a byl tak členem komunistické strany. V roce 1949 se stal předsedou Místního národního výboru a patřil k zakladatelům babického zemědělského družstva.
V červenci roku 1951 byl zastřelen Ladislavem Malým při poradě členů MNV v babické škole. Pohřben byl v Blížkovicích.

## Připomínky
- Pamětní deska funkcionářům místního národního výboru v Babicích[6]
- Pomník Tomáši Kuchtíkovi, Bohumíru Netoličkovi a Josefu Roupcovi v Babicích[7]